# Леше (Тржич)
Леше (словен. Leše) је насељено место у општини Тржич, Горењска регија, Словенија.

## Историја
До територијалне реорганизације у Словенији било је у саставу старе општине Тржич.

## Становништво
У попису становништва из 2011. године, Леше је имало 212 становника.
| Број становника према пописима | Број становника према пописима | Број становника према пописима |
| ------------------------------ | ------------------------------ | ------------------------------ |
| 1991                           | 2002                           | 2011                           |
| 185                            | 210                            | 212                            |